# Épisodes de 22.11.63
Cet article présente les épisodes de la mini-série 22.11.63.

## Distribution

### Acteurs principaux
- James Franco (VF : Laurent Maurel) : Jake Epping
- Chris Cooper (VF : Hervé Furic) : Al Templeton
- Sarah Gadon (VF : Sarah Viot) : Sadie Dunhill
- George MacKay (VF : Benjamin Egner) : Bill Turcotte
- Lucy Fry (VF : Pauline Panassenko) : Marina Oswald
- Daniel Webber (VF : Olivier Augrond) : Lee Harvey Oswald

### Acteurs récurrents et invités
- Cherry Jones (VF : Gwénola de Luze) : Marguerite Oswald
- Kevin J. O'Connor (VF : Sylvain Clément) : l'homme à la carte jaune
- Jonny Coyne (VF : Sacha Vikouloff) : George de Mohrenschildt
- Nick Searcy (VF : Michel Laroussi) : Deke Simmons
- T. R. Knight (VF : Stéphane Pouplard) : Johnny Clayton
- Josh Duhamel (VF : Eric Aubrahn) : Frank Dunning
- Tonya Pinkins (VF : Nicole Dogué) : Mimi Corcoran
- Brooklyn Sudano (VF : Marie Donnio) : Christy Epping
- Michael Izquierdo : Bobby Oswald
- Shauna MacDonald (VF : Catherine Sauvel) : Jeanne de Mohrenschildt
- Amy Marie Wallace : Vada Oswald
- Leon Rippy (VF : Patrick Messe) : Harry Dunning
- Juliette Angelo : Bobbi Jill Allnut
- Gil Bellows (VF : Pierre Tessier) : agent James B. Hosty
- Grantham Coleman : Bonnie Ray Williams
- Braeden Lemasters (VF : Martin Faliu) : Mike Coslaw
- Gregory North (VF : Gabriel Le Doze) : le général Edwin Walker
- Miranda Calderon : Ruth Paine
- Kristian Bruun : Dr Jones
- Christian Lloyd : Dr Moren
- Joanna Douglas : Doris Dunning
- Jack Fulton : Harry Dunning jeune
- Hannah Levinson : Ellen Dunning
- Christopher Phipps : John Fitzgerald Kennedy

## Liste des épisodes

### Épisode 1:De l'autre côté du comptoir
- États-Unis : 15 février 2016 sur Hulu[1]
- France : 19 janvier 2017 sur Canal +

Première partie : Jake Epping est professeur d’anglais au lycée de Lisbon, dans le Maine, et écrivain en panne d’inspiration. Il assiste au récit poignant de son étudiant, Harry, qui raconte la soirée de Halloween de 1960 où son père a tué sa famille. Al Templeton, un très bon ami de Jake, tient un Dîner (snack-bar) dans lequel Jake se rend souvent. Ce Dîner abrite un placard dissimulant un portail temporel. Une sorte de tunnel ayant le pouvoir de propulser quiconque l'emprunte en octobre 1960. Al, atteint d’un cancer, révèle l’existence de ce placard à Jake et lui demande de terminer la mission qu’il avait entreprise : retourner dans le passé afin d’empêcher l’assassinat de John F. Kennedy et par effet papillon la succession d‘évènements liés à sa mort.
Jake refuse mais, la nuit suivante, Al succombe à son cancer. Il décide finalement d'accepter la mission et, repassant par le portail temporel, se retrouve propulsé dans le passé, le 21 octobre 1960. Il a 3 ans pour mener l'enquête et empêcher le tragique événement d'avoir lieu.
- Cet épisode est divisé en deux parties, mais la seconde partie n'est pas considéré comme le deuxième épisode.

### Épisode 2:Halloween-Ville
- États-Unis : 22 février 2016 sur Hulu
- France : 19 janvier 2017 sur Canal +

### Épisode 3:Les Domaines Hantés
- États-Unis : 29 février 2016 sur Hulu
- France : 26 janvier 2017 sur Canal +

### Épisode 4:Le Poids du secret
- États-Unis : 7 mars 2016 sur Hulu
- France : 26 janvier 2017 sur Canal +

### Épisode 5:Le Cœur Révélateur
- États-Unis : 14 mars 2016 sur Hulu
- France : 2 février 2017 sur Canal +

Le 4 août 1963, Oswald a pour mission de tuer le général Walker à son domicile.
Jake reçoit un appel de Johnny qui détient Sadie en otage. Il s’empresse de la rejoindre. Il demande à Bill de s’occuper tout seul d’Oswald. Sur les lieux de l’action, Bill a une hallucination, il croit voir sa sœur (qui est décédée) et par conséquent, il manque le tir sur le général Walker. Si Oswald est l'auteur présumé du tir, Bill et Jake n’en auront jamais la certitude.

### Épisode 6:Visions du futur
- États-Unis : 21 mars 2016 sur Hulu
- France : 2 février 2017 sur Canal +

Oswald est embauché au dépôt des manuels scolaires situé sur Dealey Plaza, futur lieu du drame.
Bill commence à en avoir marre, il ne supporte plus que Jake passe tout son temps avec Sadie pendant que lui travaille sur leur mission. Il envoie promener Jake, sa mission et JFK. Il se rend seul à la fête d’anniversaire d’Oswald. Jake va le chercher et essaye de le ramener à la raison, mais Bill, ivre, le menace de tout dévoiler à Oswald. Les évènements tournent mal, Bill renverse une lampe sur lequel était placé un micro. Oswald découvre qu’il était sur écoute et suspecte le FBI, ce qui soulage grandement Jake qui n’est donc pas démasqué.

### Épisode 7:La Course contre la montre
- États-Unis : 28 mars 2016 sur Hulu
- France : 9 février 2017 sur Canal +

Jake sort de l’hôpital 17 jours avant la date de l’assassinat de JFK. Il souffre d’amnésie et ne se souvient pas de grand-chose. Avec Sadie, ils vont chercher Bill, le seul capable de lui rappeler les détails de leur mission. Mais Bill ayant subi une thérapie choc ne veut plus entendre parler de ça, il se suicide en se jetant par la fenêtre. Sadie est désormais la seule sur qui Jake peut compter. Il se souvient subitement qu’il a vécu sur Madison Street, où il va faire du porte à porte. Il tombe sur Oswald, mais Jake ne le reconnait pas. Oswald invite Sadie et Jake à entrer chez lui, c’est alors que Jake commence à retrouver la mémoire en voyant cette lampe sur laquelle Bill et lui avaient placé des micros. Jake parvient à se souvenir qu’il doit empêcher Oswald d’assassiner JFK.

### Épisode 8:L'Effet Papillon
- États-Unis : 4 avril 2016 sur Hulu
- France : 9 février 2017 sur Canal +

22 novembre 1963, le jour fatidique. Jake et Sadie parviennent à se rendre au 5e étage du dépôt des manuels scolaires malgré les obstacles que le passé a déposé sur leur chemin. Posté à la fenêtre, Oswald a réussi à tirer la première balle en direction du cortège présidentiel (celle qui historiquement n'a pas atteint sa cible) mais Jake réussit ensuite à le stopper. Une bagarre éclate, Jake maîtrise Oswald et le tue avec son fusil mais Sadie a entretemps été mortellement touchée par une balle.
Interrogé par le FBI puis relâché, Jake reçoit les honneurs et remerciements de JFK et son épouse Jackie par téléphone. Bien qu’ayant réussi à empêcher l’assassinat de JFK, Jake est terriblement affecté par la mort de Sadie, et décide de tout recommencer. Pour ce faire, il doit d'abord retourner en 2016 et il découvre alors le résultat de son ingérence dans le passé : Un monde dévasté par la guerre et plongé dans la misère.
Il rencontre par hasard Harry Dunning qui lui apprend qu'après les deux mandats présidentiels de JFK, George Wallace a été élu président (point de divergence historique). La guerre a éclaté et, bien que Kennedy ait fondé une série de camps de réfugiés, le monde est dans une grande souffrance.
Jake décide de retourner en octobre 1960, réinitialisant ainsi les événements. Il revoit immédiatement Sadie, lui parle mais décide finalement de ne pas aller plus loin afin de la sauver. En effet, il comprend que, s’il continue à interférer avec le passé, il va être pris dans une boucle éternelle et Sadie mourra à chaque fois. Jake revient en 2016, sans rien faire, laissant ainsi libre cours à l’histoire. JFK sera tué mais Sadie vivra.